# Distrikt Chugay
Der Distrikt Chugay liegt in der Provinz Sánchez Carrión in der Region La Libertad in West-Peru. Der Distrikt wurde am 13. Dezember 1943 gegründet. Er hat eine Fläche von 417 km². Beim Zensus 2017 wurden 16.769 Einwohner gezählt. Im Jahr 1993 lag die Einwohnerzahl bei 14.693, im Jahr 2007 bei 17.236. Verwaltungssitz des Distriktes ist die 3371 m hoch gelegene Ortschaft Chugay mit 1405 Einwohnern (Stand 2017). Chugay liegt 20 km östlich der Provinzhauptstadt Huamachuco.

## Geographische Lage
Der Distrikt Chugay liegt an der Ostflanke der peruanischen Westkordillere im zentralen Osten der Provinz Sánchez Carrión. Im äußersten Südosten reicht der Distrikt bis zum Río Marañón. Entlang der westlichen Distriktgrenze fließt der Río Chusgón, ein linker Nebenfluss des Río Marañón, nach Norden.
Der Distrikt Chugay grenzt im Süden an die Distrikte Sitabamba (Provinz Santiago de Chuco) und Sarín, im Westen an die Distrikte Curgos, Huamachuco und Marcabal, im Nordosten an den Distrikt Sartimbamba, im Osten an den Distrikt Cochorco sowie im äußersten Südosten an die Distrikte Parcoy und Huayo (beide in der Provinz Pataz).

## Ortschaften
Im Distrikt gibt es neben dem Hauptort Chugay folgende größere Ortschaften:
- Ahijadero (459 Einwohner)
- Buena Vista (495 Einwohner)
- Cochabamba (722 Einwohner)
- Mushit (633 Einwohner)
- Paja Blanca (463 Einwohner)
- Uchubamba (536 Einwohner)